# USS Arkansas (BB-33)
USS Arkansas (BB-33)  là một thiết giáp hạm của Hải quân Hoa Kỳ, là chiếc thứ hai trong lớp Wyoming vốn bao gồm hai chiếc. Nó là chiếc tàu chiến thứ ba của Hải quân Mỹ được đặt cái tên này nhằm tôn vinh tiểu bang thứ 25 của Hiệp chúng quốc Hoa Kỳ. Arkansas từng phục vụ trong cả hai cuộc Chiến tranh Thế giới thứ nhất lẫn thứ hai trước khi được cho ngừng hoạt động và bị đánh chìm như một mục tiêu nhằm thử nghiệm bom nguyên tử tại đảo san hô Bikini vào năm 1946.

## Thiết kế và chế tạo
Arkansas được đặt lườn vào ngày 25 tháng 1 năm 1910 tại Camden, New Jersey bởi hãng New York Shipbuilding Corporation. Nó được hạ thủy vào ngày 14 tháng 1 năm 1911, được đỡ đầu bởi Cô Nancy Louise Macon ở Helena, Arkansas, con gái Hạ nghị sĩ bang Arkansas Robert B. Macon, và được đưa ra hoạt động tại Philadelphia Navy Yard vào ngày 17 tháng 9 năm 1912 dưới quyền chỉ huy của Thuyền trưởng, Đại tá Hải quân Roy C. Smith.

## Lịch sử hoạt động

### Các hoạt động ban đầu
Chiếc thiết giáp hạm mới tham gia một cuộc duyệt binh hạm đội bởi Tổng thống William Howard Taft trên sông Hudson thuộc New York vào ngày 14 tháng 10 năm 1912, rồi được vị Tổng tư lệnh quân đội viếng thăm cùng ngày hôm đó. Sau đó Arkansas đưa Tổng thống Taft đến khu vực kênh đào Panama để thị sát phần công việc của con kênh đào chưa hoàn thành. Sau khi đưa đoàn thị sát lên bờ, nó đi đến vùng biển Cuba để huấn luyện, rồi quay lại vùng kênh đào vào ngày 26 tháng 12 để đưa Tổng thống Taft đến Key West, Florida.
Sau khi hoàn thành nhiệm vụ này, Arkansas gia nhập Hạm đội Đại Tây Dương và cơ động tập trận dọc theo bờ Đông Hoa Kỳ. Chiếc thiết giáp hạm bắt đầu chuyến đi nước ngoài đầu tiên vào cuối tháng 10 năm 1913, và đã ghé thăm nhiều cảng tại biển Địa Trung Hải. Tại Naples, Ý vào ngày 11 tháng 11 năm 1913, chiếc tàu chiến đã ăn mừng sinh nhật của Vua Vittorio Emanuele III.
Trước đó, vào tháng 10 năm 1913, một cuộc đảo chính tại México đã đưa nhà độc tài Victoriano Huerta lên nắm quyền. Tổng thống Woodrow Wilson đã phản đối cách thức mà Huerta có được quyền lực, nhấn mạnh rằng nên có chính chính quyền dân cử hơn là một chính thể độc tài tại nước láng giềng phía Nam này. Mexico rơi vào tình hình rối loạn trong nhiều năm, và hải quân Hoa Kỳ buộc phải duy trì một lực lượng tàu chiến tại vùng biển ngoài khơi nước này để bảo vệ sự an toàn của công dân Mỹ.
Trong một hoàn cảnh có sự căng thẳng giữa các thế lực, sự khủng hoảng có xu hướng bùng nổ. Một sự kiện đã xảy ra tại Tampico vào mùa Xuân năm 1914, và mặc dù sự hiểu lầm đã được nhanh chóng thu xếp ngay tại chỗ, tình trạng căng thẳng đang phổ biến tạo ra một tình hhuống dễ bùng nổ. Biết được về một chuyến tàu vận chuyển vũ khí cho phe của Huerta sắp cặp cảng Veracruz, Tổng thống Wilson ra lệnh cho Hải quân ngăn chặn sự tiếp viện này bằng cách chiếm lấy trụ sở hải quan của cảng.
Trong khi một lực lượng hải quân dưới quyền Chuẩn Đô đốc Henry T. Mayo đã hiện diện tại vùng biển Mexico, Tổng thống chỉ thị cho Hạm đội Đại Tây Dương, dưới quyền Chuẩn Đô đốc Charles J. Badger, cùng hướng đến Veracruz. Arkansas tham gia vào cuộc đổ bộ lên Veracruz, đóng góp một tiểu đoàn bao gồm bốn đại đội lính thủy với tổng cộng 17 sĩ quan và 313 binh sĩ dưới quyền chỉ huy của Thiếu tá Hải quân Arthur B. Keating. Trong số các sĩ quan cấp dưới có Trung úy Hải quân Jonas H. Ingram, người sau đó được tặng thưởng Huân chương Danh Dự do các hành động anh dũng tại Veracruz, cũng như là Đại úy John Grady, người chỉ huy pháo binh của Trung đoàn Lính thủy số 2.
Được cho đổ bộ vào ngày 22 tháng 4, người của Arkansas đã tham gia vào cuộc chiến đấu chậm rãi, có phương pháp trong thành phố mà cuối cùng đã chiếm đóng được Veracruz. Hai thủy thủ của Arkansas, Louis O. Fried và William L. Watson, tử thương trong ngày 22 tháng 4. Tiểu đoàn của Arkansas quay trở lại tàu vào ngày 30 tháng 4, nhưng chiếc thiết giáp hạm tiếp tục ở lại vùng biển Mexico suốt mùa Hè trước khi lên đường vào ngày 30 tháng 9 quay về vùng bờ Đông Hoa Kỳ. Trong thời gian ở lại Veracruz, Arkansas được Đại tá Franz von Papen, Tùy viên Quân sự Đức tại Hoa Kỳ và Mexico, cùng Chuẩn Đô Đốc Christopher Cradock viếng thăm trong các ngày 10 tháng 5 và 30 tháng 5 năm 1914 tương ứng.
Chiếc thiết giáp hạm về đến Hampton Roads, Virginia vào ngày 7 tháng 10, và sau một tuần lễ tập luyện, nó đến Xưởng hải quân New York để sửa chữa và cải tiến. Sau đó nó quay lại khu vực Virginia Capes để thao dượt tại Khu vực Huấn luyện Phía Nam. Vào ngày 12 tháng 12, Arkansas quay lại Xưởng hải quân New York để được sửa chữa thêm.
Nó lại lên đường vào ngày 16 tháng 1 năm 1915, và quay lại Khu vực Huấn luyện Phía Nam để huấn luyện tại đây từ ngày 19 đến ngày 21 tháng 1. Sau khi hoàn tất, Arkansas lại lên đường hướng đến vịnh Guantánamo tại Cuba để tập trận hạm đội. Quay trở về Hampton Roads vào ngày 7 tháng 4, chiếc thiết giáp hạm bắt đầu một đợt huấn luyện mới tại Khu vực Huấn luyện Phía Nam. Vào ngày 23 tháng 4, nó lên đường đi đến Xưởng hải quân New York tiến hành một đợt sửa chữa kéo dài hai tháng. Arkansas rời thành phố New York vào ngày 25 tháng 6 hướng đến Newport, Rhode Island. Nó thực hiện một đợt thực tập ngư lôi và cơ động chiến thuật tại vịnh Narragansett cho đến cuối tháng 8.
Quay trở về Hampton Roads vào ngày 27 tháng 8, chiếc thiết giáp hạm tham gia các cuộc cơ động tại khu vực Norfolk cho đến ngày 4 tháng 10, rồi lại lên đường đi đến Newport. Tại đây, Arkansas tiến hành các cuộc thực tập chiến lược từ ngày 5 đến ngày 14 tháng 10. Ngày 15 tháng 10, chiếc thiết giáp hạm vào ụ tàu tại xưởng hải quân New York để sửa chữa. Lên đường vào ngày 8 tháng 11, nó quay trở lại Hampton Roads, và sau một giai đoạn hoạt động thường xuyên, Arkansas quay trở lại Brooklyn để sửa chữa vào ngày 19 tháng 10. Con tàu lên đường vào ngày 5 tháng 1 năm 1916 hướng đến Hampton Roads. Chỉ ghé lại đây trong thời gian ngắn, Arkansas tiếp tục lên đường đi đến khu vực biển Caribbe cho đợt thực tập cơ động mùa Đông.
Nó ghé thăm quần đảo Tây Ấn và vịnh Guantánamo trước khi quay trở về Hoa Kỳ vào ngày 12 tháng 3 để thực tập ngư lôi ngoài khơi vịnh Mobile. Chiếc thiết giáp hạm quay trở lại vịnh Guantánamo vào ngày 20 tháng 3 và ở lại đây cho đến giữa tháng 4. Vào ngày 15 tháng 4, Arkansas một lần nữa trở vào Xưởng hải quân New York để đại tu.

### Chiến tranh Thế giới thứ nhất
Ngày 6 tháng 4 năm 1917, Hoa Kỳ chính thức tham gia Chiến tranh Thế giới thứ nhất bên phe Đồng Minh. Vào lúc tuyên chiến, Arkansas đang được bố trí cùng Hải đội Thiết giáp 7 và được phân công tuần tra sông York thuộc Virginia. Trong 14 tháng tiếp theo sau, Arkansas thực hiện tuần tra dọc theo bờ Đông Hoa Kỳ và tham gia huấn luyện các pháo thủ để hoạt động trên các tàu buôn vũ trang.
Vào tháng 7 năm 1918, Arkansas nhận được lệnh đi đến Rosyth, Scotland để thay phiên cho thiết giáp hạm Delaware. Arkansas khởi hành vào ngày 14 tháng 7. Trong đêm trước khi đến Scotland, chiếc thiết giáp hạm đã khai hỏa vào một vật thể mà họ tin là sóng tạo ra bởi kính tiềm vọng của một chiếc U-boat Đức. Các tàu khu trục theo hộ tống cũng tiến hành thả mìn sâu, nhưng không đánh trúng cú nào. Arkansas tiếp tục hành trình mà không gặp thêm sự cố nào và thả neo tại Rosyth vào ngày 28 tháng 7.
Trong suốt thời gian ba tháng rưỡi còn lại của cuộc chiến, Arkansas và các thiết giáp hạm Hoa Kỳ khác tại Rosyth hoạt động như một phần của Hạm đội Grand Anh Quốc như là Hải đội Thiết giáp 6. Thỏa thuận ngừng bắn kết thúc Thế Chiến I có hiệu lực vào ngày 11 tháng 11. Hải đội Thiết giáp 6 cùng các đơn vị khác của Hải quân Hoàng gia đi đến một điểm ở khoảng 40 dặm về phía Đông đảo May ở lối ra vào Firth of Forth. Arkansas đã có mặt trong nghi thức đầu hàng của Hạm đội Biển khơi Đức tại Firth of Forth vào ngày 21 tháng 11 năm 1918.

### Những năm giữa hai cuộc thế chiến
Các thiết giáp hạm Hoa Kỳ được cho tách khỏi Hạm đội Grand vào ngày 1 tháng 12. Từ Firth of Forth, Arkansas khởi hành đi Isle of Portland, rồi từ đây ra khơi gặp gỡ USS George Washington, có Tổng thống Wilson trên tàu. Cùng với các thiết giáp hạm khác, Arkansas hộ tống con tàu của Tổng thống tiến vào Brest, Pháp vào ngày 13 tháng 12 năm 1918. Từ cảng Pháp này, Arkansas lên đường đi thành phố New York, đến nơi vào ngày 26 tháng 12 dưới sự chào mừng nhiệt liệt. Bộ trưởng Hải quân Josephus Daniels đã đi duyệt qua đội ngũ các thiết giáp hạm trên chiếc Mayflower.
Sau một đợt đại tu tại Xưởng Hải quân Norfolk, Arkansas tham gia các cuộc cơ động hạm đội mùa Đông tại vùng biển Cuba. Không lâu sau đó, nó lên đường vượt Đại Tây Dương, và vào ngày 12 tháng 5 năm 1919 đi đến Plymouth. Từ đây nó lên đường trở ra Đại Tây Dương tiến hành các cuộc khảo sát thời tiết trong ngày 19 tháng 5, và hoạt động như là tàu tham chiếu cho chuyến bay của các thủy phi cơ Hải quân từ vịnh Trepassey, Newfoundland đến châu Âu. Sau khi hoàn thành vai trò của mình trong cuộc thám hiểm này, chiếc thiết giáp hạm đi đến Brest, nơi nó đón Đô đốc William S. Benson, Trưởng phòng Hành quân Hải quân và phu nhân vào ngày 10 tháng 6, sau khi vị Đô đốc kết thúc cuộc họp Hội nghị Hoà bình tại Paris. Nó về đến New York vào ngày 20 tháng 6 năm 1919.
Arkansas khởi hành từ Hampton Roads vào ngày 19 tháng 7 năm 1919, và được phân về Hạm đội Thái Bình Dương. Đi ngang qua kênh đào Panama, chiếc thiết giáp hạm hướng đến San Francisco, California, nơi vào ngày 6 tháng 9 năm 1919, nó đón lên tàu Bộ trưởng Josephus Daniels và phu nhân. Tiễn những vị khách lên bờ tại Blakely Harbor, Washington vào ngày 12 tháng 9, sau đó Arkansas tham gia cuộc duyệt binh của Tổng thống Wilson trong ngày 13 tháng 9, vị Tổng tư lệnh lúc đó đang ở trên thiết giáp hạm Oregon. Vào ngày 19 tháng 9 năm 1919, Arkansas đi vào Xưởng hải quân Puget Sound để đại tu, và sau khi công việc này hoàn tất vào tháng 5 năm 1920, Arkansas tiếp nối các hoạt động cùng hạm đội ngoài khơi bờ biển California. Vào ngày 17 tháng 7 năm 1920, Arkansas nhận được ký hiệu lườn BB-33 khi những con tàu trong hạm đội bắt đầu mang ký hiệu bằng số. Tháng 9 năm đó, nó đi đến Hawaii lần đầu tiên. Đầu năm 1921, chiếc thiết giáp hạm viếng thăm Valparaíso, Chile; thủy thủ đoàn xếp hàng trên boong tàu để chào mừng Tổng thống Chile Arturo Alessandri Palma.

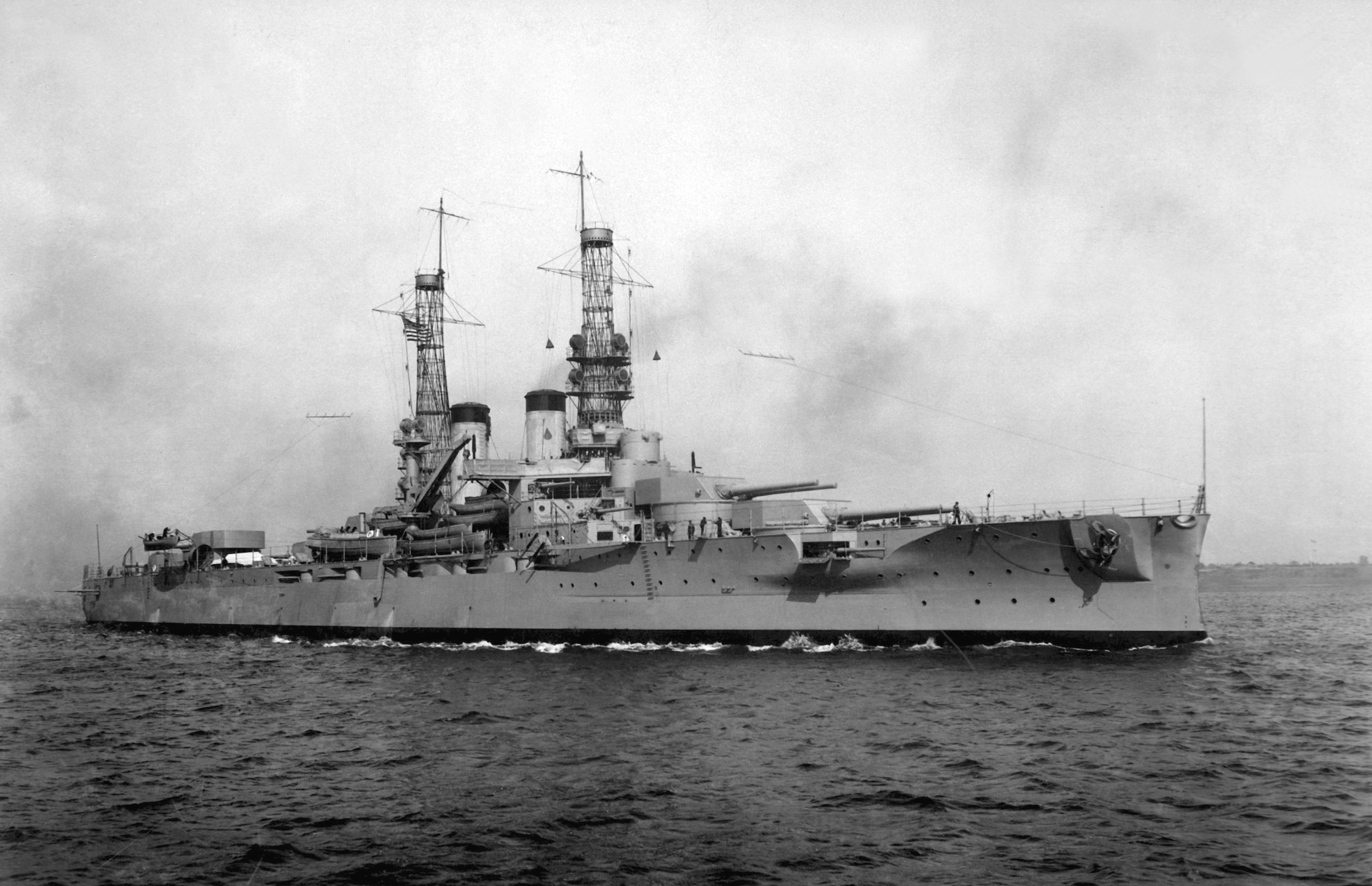
Arkansas, khoảng năm 1918.

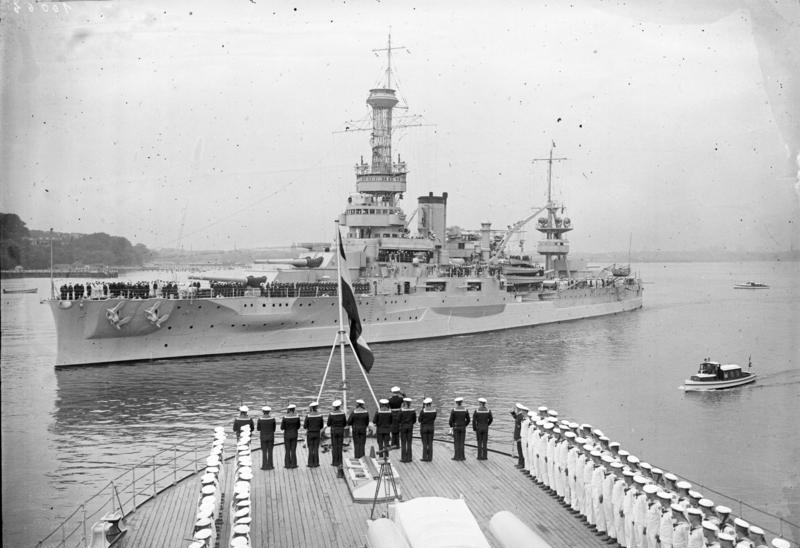
Arkansas viếng thăm Kiel, Đức, năm 1930

Hoạt động thường lệ của Arkansas trong thời bình bao gồm chu kỳ huấn luyện hàng năm xen kẻ với những giai đoạn đại tu hay bảo trì. Chiếc thiết giáp hạm còn tham gia các cuộc thi cạnh tranh về tác xạ hay cơ khí, và cuộc diễn tập vấn đề hạm đội hàng năm. Trở thành soái hạm của Tư lệnh Lực lượng Thiết giáp hạm thuộc Hạm đội Đại Tây Dương Hoa Kỳ vào mùa Hè năm 1921, Arkansas bắt đầu hoạt động tại vùng biển ngoài khơi bờ Đông từ tháng 8.
Trong vài năm liên tiếp, Arkansas được cắt cử đưa học viên mới của Học viện Hải quân Hoa Kỳ trong các chuyến đi thực tập mùa Hè. Vào năm 1923, chiếc thiết giáp hạm đi sang châu Âu, viếng thăm Copenhagen, Đan Mạch, nơi nó được Vua Christian X của Đan Mạch viếng thăm vào ngày 2 tháng 7 năm 1923; Lisbon, Bồ Đào Nha và Gibraltar. Arkansas thực hiện một chuyến đi huấn luyện học viên mới khác đến vùng biển châu Âu trong năm tiếp theo, 1924. Đến năm 1925, chuyến đi đưa học viên mới đến bờ Tây Hoa Kỳ. Trong thời gian này, vào ngày 30 tháng 6 năm 1925, Arkansas đi đến Santa Barbara, California đúng vào lúc xảy ra một trận động đất tại đây. Chiếc thiết giáp hạm, cùng với tàu khu trục McCawley và tàu tuần tra lớp Eagle PE-34, đã cho đổ bộ một lực lượng tuần tra thủy binh áo xanh để giữ trật tự tại Santa Barbara, và thiết lập một trạm phát sóng radio tạm thời trên bờ để chuyển nhận các thông điệp.
Sau khi hoàn tất chuyến đi huấn luyện học viên mới năm 1925, Arkansas đi vào Xưởng hải quân Philadelphia để được hiện đại hóa. Các nồi hơi đốt than của nó được thay thế bằng kiểu đốt dầu; lớp vỏ giáp sàn tàu bổ sung được trang bị; một ống khói duy nhất thay thế cho một cặp ống khói trước đây; và cột buồm dạng lồng phía sau được thay thế bằng cột ăn-ten ba chân thấp. Arkansas rời ụ tàu vào tháng 11 năm 1926, và sau chuyến đi chạy thử máy dọc theo bờ Đông Hoa Kỳ đến vùng biển Cuba, nó quay trở về Philadelphia để tiến hành chạy thử nghiệm thu. Quay trở lại phục vụ cùng hạm đội không lâu sau đó, nó hoạt động trong khu vực từ Maine cho đến biển Caribbe. Vào ngày 5 tháng 9 năm 1927, nó đã có mặt trong lễ hội khánh thành biển tưởng niệm vinh danh những binh sĩ và thủy thủ Pháp đã bỏ mình trong chiến dịch tại Yorktown, Virginia vào năm 1781.
Vào tháng 5 năm 1928, một lần nữa Arkansas nhận lên tàu học viên mới cho chuyến đi thực hành dọc theo bờ Đông và đến tận vùng biển Cuba. Trong những tháng đầu năm 1929, nó hoạt động gần vùng kênh đào và tại khu vực Caribbe, quay trở về Xưởng hải quân New York vào tháng 5 năm 1929 để đại tu. Đón lên tàu hoc viên sĩ quan tại Annapolis, Maryland, Arkansas tiến hành chuyến đi thực hành 1929 của nó đến các vùng biển Địa Trung Hải và Anh Quốc, rồi quay trở về vào tháng 8 để hoạt động cùng với Hạm đội Tuần tiễu ngoài khơi bờ Đông.
Đến năm 1930, Arkansas lại thực hiện chuyến đi thực tập cho học viên mới; viếng thăm Cherbourg, Pháp; Kiel, Đức; Oslo, Na Uy và Edinburgh, Scotland. Sang năm 1931, chuyến đi tương tự đưa nó đến Copenhagen, Đan Mạch; Greenock, Scotland và Cadiz, Tây Ban Nha cũng như là Gibraltar. Vào tháng 9 năm 1931, nó ghé thăm Halifax, Nova Scotia; và vào tháng 10 Arkansas tham dự các lễ hội kỷ niệm Một trăm năm mươi năm trận Yorktown, đón Tổng thống Herbert Hoover và những người cùng đi lên tàu vào ngày 17 tháng 10 để đưa đến địa điểm triển lãm. Sau đó nó đưa vị Tổng tư lệnh Tối cao cùng đoàn tùy tùng quay trở lại Annapolis vào ngày 19 và 20 tháng 10. Khi quay trở về, chiếc thiết giáp hạm đi vào Xưởng hải quân Philadelphia để sửa chữa, nơi nó ở lại cho đến tháng 1 năm 1932.
Sau khi rời xưởng tàu, Arkansas lên đường đi sang Bờ Tây Hoa Kỳ, ghé qua New Orleans, Louisiana trên đường đi để tham dự lễ hội New Orleans Mardi Gras. Arkansas tiếp tục hoạt động tại khu vực Bờ Tây Hoa Kỳ cho đến mùa Xuân năm 1934. Được giao vai trò soái hạm của Hải đội Huấn luyện thuộc Hạm đội Đại Tây Dương, nó quay trở lại khu vực Bờ Đông.
Vào mùa Hè năm 1934, chiếc thiết giáp hạm thực hiện chuyến đi thực hành cho học viên mới đến Plymouth; Nice, Pháp; Naples, Ý và Gibraltar trước khi quay trở về Annapolis vào tháng 8; rồi tiếp tục đi đến Newport, Rhode Island, nơi nó lập đội hình thủy thủ đoàn trên boong tàu chào mừng Tổng thống Franklin Delano Roosevelt khi ông duyệt ngang qua trên chiếc Nourmalhal, và đã có mặt trong Cuộc đua Thuyền buồm Quốc tế, nơi nó giành được Cúp Battenberg và Cúp Thành phố Newport.
Trong tháng 1 năm 1935, Arkansas chuyển Tiểu đoàn 1 của Lữ đoàn 5 Thủy quân Lục chiến đến Culebra cho một cuộc thực tập đổ bộ hạm đội, và vào tháng 6 tiến hành một chuyến đi thực hành học viên mới đến Châu Âu, ghé qua Edinburgh, Oslo (nơi Vua Haakon VII của Na Uy viếng thăm con tàu), Copenhagen, Gibraltar và Funchal trên đảo Madeira. Sau khi tiễn học viên Học viện Hải quân Hoa Kỳ lên bờ tại Annapolis vào tháng 8 năm 1935, Arkansas đi đến thành phố New York. Tại đây, nó nhận lên tàu quân nhân dự bị thuộc khu vực New York và thực hiện một chuyến đi huấn luyện Hải quân Dự bị đến Halifax, Nova Scotia trong tháng 9. Sau khi hoàn tất nhiệm vụ trên, nó trải qua các sửa chữa và cải biến tại Xưởng hải quân New York trong tháng 10.
Vào tháng 1 năm 1936, Arkansas tham gia cuộc thực tập đổ bộ hạm đội số 2 tại Culebra, rồi ghé thăm New Orleans trong dịp lễ hội Mardi Gras trước khi quay trở về Norfolk cho một đợt đại tu trong xưởng tàu kéo dài suốt mùa Xuân năm 1936. Mùa Hè năm đó nó thực hiện chuyến đi huấn luyện học viên sĩ quan đến Portsmouth, Anh Quốc; Goteborg, Thụy Điển và Cherbourg trước khi quay trở về Annapolis vào tháng 8. Khởi hành từ đây đi Boston, chiếc thiết giáp hạm thực hiện chuyến đi huấn luyện Hải quân Dự bị trước khi đi vào Xưởng hải quân Norfolk cho một đợt đại tu trong tháng 10.
Năm 1937, Arkansas thực hiện một chuyến đi thực hành học viên sĩ quan đến các vùng biển châu Âu, ghé thăm các cảng tại Đức và Anh trước khi quay trở về bờ Đông Hoa Kỳ cho các hoạt động tại chỗ ngoài khơi Norfolk. Từ đó cho đến năm 1938-1939, vai trò của nó trong Hải đội Huấn luyện đã giới hạn tầm hoạt động của nó ngoài khơi bờ Đông Hoa Kỳ, trải dài từ Philadelphia và Boston cho đến Saint Thomas, quần đảo Virgin và vùng biển Cuba.

### Chiến tranh Thế giới thứ hai
Lúc chiến tranh bùng nổ tại châu Âu vào tháng 9 năm 1939, Arkansas đang ở tại Hampton Roads chuẩn bị cho một chuyến đi huấn luyện Hải quân Dự bị. Nó lên đường không lâu sau đó vận chuyển trụ neo thủy phi cơ và thiết bị hàng không từ Căn cứ Không lực Hải quân Norfolk đến vịnh Narragansett cho một căn cứ thủy phi cơ sẽ được xây dựng tại đây. Trong khi ở lại Newport, Arkansas nhận lên tàu đạn dược và vật liệu cho tàu khu trục để chuyển trở về Hampton Roads.
Arkansas khởi hành từ Norfolk vào ngày 11 tháng 1 năm 1940 cùng với các thiết giáp hạm Texas và New York đi đến vịnh Guantánamo để tập trận hạm đội. Sau đó nó tham gia thực tập đổ bộ tại Culebra trong tháng 2 trước khi quay về Norfolk. Tiếp theo sau một đợt đại tu tại Xưởng hải quân Norfolk từ ngày 18 tháng 3 đến ngày 24 tháng 5, Arkansas chuyển sang Căn cứ Hải quân Norfolk, nơi nó ở lại cho đến ngày 30 tháng 5. Lên đường vào ngày hôm đó hướng đến Annapolis, chiếc thiết giáp hạm cùng với Texas và New York tiến hành một chuyến đi huấn luyện học viên mới đến Panama và Venezuela trong mùa Hè năm đó. Cho đến cuối năm, Arkansas con thực hiện ba chuyến đi huấn luyện Hải quân Dự bị V-7 đưa nó đến vịnh Guantánamo, vùng kênh đào Panama và vịnh Chesapeake.
Trong những tháng tiếp theo, Hoa Kỳ dần dần nghiêng về phía chiến tranh tại Đại Tây Dương. Đến đầu mùa Hè, sau khi có quyết định chiếm đóng Iceland, Arkansas đi cùng nhóm Thủy quân Lục chiến ban đầu đi đến địa điểm này; nó cùng với thiết giáp hạm New York và tàu tuần dương Brooklyn đã hộ tống cho đoàn tàu vận tải. Sau nhiệm vụ này, Arkansas lên đường đi Argentia, Newfoundland cho cuộc hội nghị Hiến chương Đại Tây Dương giữa Tổng thống Roosevelt và Thủ tướng Winston Churchill, vốn diễn ra trên thiết giáp hạm Prince of Wales. Trong quá trình hội nghị, Arkansas cung cấp nơi nghỉ ngơi cho Thứ trưởng Ngoại giao Sumner Welles và ngài Averell Harriman từ ngày 8 đến ngày 14 tháng 8 năm 1941.
Khi chiến tranh bùng nổ lúc Đế quốc Nhật Bản tấn công Trân Châu Cảng, Arkansas đang thả neo tại vịnh Casco, Maine. Vào ngày 14 tháng 12, nó lên đường đi Hvalfjordur, Iceland. Quay trở lại Boston qua ngã Căn cứ Hải quân Argentia vào ngày 24 tháng 1 năm 1942, Arkansas Trải qua suốt tháng 2 tiến hành các cuộc thực tập tại vịnh Casco nhằm chuẩn bị cho vai trò hộ tống các tàu vận tải chuyển binh lính và hàng tiếp liệu. Vào ngày 6 tháng 3, nó đi đến Norfolk để được đại tu. Dàn pháo hạng hai được giảm xuống còn sáu khẩu pháo 5 in (130 mm)/51 caliber. Lên đường vào ngày 2 tháng 7, Arkansas tiến hành chạy thử máy tại vịnh Chesapeake, rồi hướng đến thành phố New York, đến nơi vào ngày 27 tháng 7.
Chiếc thiết giáp hạm khởi hành từ New York vào ngày 6 tháng 8 như là soái hạm của Lực lượng Đặc nhiệm 38, một đoàn tàu vận tải bao gồm mười hai tàu vận chuyển và mười bốn tàu khu trục hộ tống, hướng đến Greenock, Scotland. Hai ngày sau, các con tàu tạm dừng tại Halifax, Nova Scotia, rồi tiếp tục băng qua vùng biển Bắc Đại Tây Dương đầy bão tố. Chúng đi đến Greenock vào ngày 17 tháng 8, và Arkansas quay trở về vào New York ngày 4 tháng 9. Nó hộ tống một đoàn tàu vận tải khác vượt Đại Tây Dương hướng đến Greenock trước khi quay trở lại New York vào ngày 20 tháng 10. Cùng với việc phe Đồng Minh đổ bộ lên Bắc Phi, các đoàn tàu vận tải Hoa Kỳ cũng chuyển hướng đến Casablanca hỗ trợ các chiến dịch tại đây. Khởi hành từ New York vào ngày 3 tháng 11, Arkansas hộ tống một đoàn tàu vận tải hướng đến Maroc, và quay trở lại New York vào ngày 11 tháng 12 để đại tu.
Vào ngày 2 tháng 1 năm 1943, Arkansas khởi hành đi vịnh Chesapeake để thực hành tác xạ. Nó quay trở lại New York vào ngày 30 tháng 1, bắt đầu chất hàng tiếp liệu cho ột chuyến vượt đại dương khác. Chiếc thiết giáp hạm thực hiện hai chuyến đi giữa Casablanca và thành phố New York từ tháng 2 đến tháng 4. Sang đầu tháng 5, Arkansas vào ụ tàu tại Xưởng hải quân New York để sửa chữa, ra khỏi ụ tàu vào ngày 26 tháng 5 để tiếp tục đi đến Norfolk.
Arkansas đảm nhận vai trò mới như một tàu huấn luyện học viên mới, đặt căn cứ tại Norfolk. Sau bốn tháng hoạt động trong vịnh Chesapeake, chiếc thiết giáp hạm quay trở về New York tiếp nối vai trò hộ tống vận tải. Vào ngày 8 tháng 10, con tàu lên đường đi Bangor, Bắc Ireland, ở lại cảng này suốt tháng 11 và lên đường quay về New York vào ngày 1 tháng 12. Sau đó Arkansas trải qua một giai đoạn sửa chữa bắt đầu từ ngày 12 tháng 12, và rời New York đi Norfork hai ngày sau lễ Giáng sinh năm 1943. Chiếc thiết giáp hạm khởi hành từ Norfork vào ngày 19 tháng 1 năm 1944 cùng một đoàn tàu vận tải hướng sang Bắc Ireland; sau khi đoàn tàu vận tải đến nơi an toàn, nó quay ngược mũi vượt Đại tây Dương và về đến New York vào ngày 13 tháng 2. Nó tiếp tục đi đến vịnh Casco vào ngày 28 tháng 3 để thực tập tác xạ trước khi hướng đến Boston vào ngày 11 tháng 4 để sửa chữa.
Arkansas lên đường vào ngày 18 tháng 4 một lần nữa đi đến Bangor, Bắc Ireland. Khi đến nơi, chiếc tàu chiến bắt đầu một giai đoạn huấn luyện nhằm chuẩn bị cho một vai trò mới: một tàu bắn phá bờ biển. Vào ngày 3 tháng 6, Arkansas lên đường đi đến bờ biển nước Pháp hỗ trợ cho cuộc Đổ bộ Normandy. Con tàu đi vào vịnh sông Seine vào ngày 6 tháng 6, chiếm lấy vị trí cách 4.000 thước Anh (3.700 m) ngoài khơi bãi "Omaha". Lúc 05 giờ 52 phút, các khẩu pháo của Arkansas khai hỏa; suốt ngày hôm đó chiếc tàu chiến kỳ cựu chịu đựng hỏa lực pháo bờ biển cùng các cuộc không kích, và trong những ngày tiếp theo nó tiếp tục hỗ trợ hỏa lực cho cuộc đổ bộ. Đến ngày 13 tháng 6, Arkansas chuyển sang một vị trí ngoài khơi Grandcamp les Bains. Phi đội VCS-7, một đơn vị tuần tiễu của Hải quân Mỹ lái máy bay Supermarine Spitfire VB và Seafire III của Anh, là một trong những đơn vị phối hợp trinh sát mục tiêu và kiểm soát hỏa lực.
Ngày 25 tháng 6, Arkansas đấu pháo tay đôi với các khẩu đội pháo bờ biển Đức ngoài khơi Cherbourg; đối phương liên tục nả đạn nhắm vào chiếc tàu chiến nhưng không bắn trúng phát nào. Các khẩu pháo hạng nặng của nó đã giúp lực lượng Đồng Minh tấn công cảng chiến lược này, và chiếm được nó vào ngày hôm sau. Rút lui về Weymouth, Anh, đến nơi lúc 22 giờ 20 phút, chiếc thiết giáp hạm chuyển đến Bangor vào ngày 30 tháng 6. Arkansas lại ra khơi vào ngày 4 tháng 7 hướng sang Địa Trung Hải; nó băng qua eo biển Gibraltar và thả neo tại Oran, Algeria vào ngày 10 tháng 7. Đến ngày 18 tháng 7, nó lại lên đường, đi đến Taranto, Ý vào ngày 21 tháng 7. Chiếc thiết giáp hạm ở lại đây cho đến ngày 6 tháng 8, trước khi chuyển sang Palermo, Sicily vào ngày 7 tháng 8.
Vào ngày 14 tháng 8, Chiến dịch "Anvil" – cuộc tấn công bờ biển miền Nam nước Pháo giữa Toulon và Cannes, bắt đầu. Arkansas đảm nhiệm việc bắn pháo hỗ trợ cho cuộc đổ bộ ban đầu vào ngày 15 tháng 8, và tiếp tục việc bắn phá cho đến ngày 17 tháng 8. Sau các chặng dừng tại Palermo và Oran, Arkansas lên đường quay về Hoa Kỳ; nó về đến Boston ngày 14 tháng 9, trải qua đợt sửa chữa và cải biến kéo dài cho đến đầu tháng 11. Rời xưởng tàu ngày 7 tháng 11, chiếc thiết giáp hạm lên đường đi vịnh Casco cho một đợt huấn luyện ôn tập kéo dài ba ngày. Đến ngày 10 tháng 11, nó thực hiện chuyến đi đến vùng kênh đào Panama, và sau khi băng qua kênh đào vào ngày 22 tháng 11, nó tiếp tục hướng đến San Pedro, California. Con tàu lại khởi hành vào ngày 29 tháng 11 cho một đợt tập trận tiến hành ngoài khơi San Diego, California. Nó quay trở về San Pedro vào ngày 10 tháng 12.
Sau thêm ba tuần chuẩn bị, Arkansas lên đường đi Trân Châu Cảng vào ngày 20 tháng 1 năm 1945; nhưng chỉ một ngày sau khi đến nơi nó lại tiếp tục đi đến Ulithi, khu vực tập trung chính của hạm đội tại quần đảo Caroline, rồi đi đến Tinian, đến nơi vào ngày 12 tháng 2. Trong hai ngày, chiếc tàu chiến thực hành bắn phá bờ biển trước khi tham gia vào cuộc tấn công Iwo Jima.
Lúc 06 giờ 00 ngày 16 tháng 2, Arkansas khai hỏa nhắm vào các vị trí cố thủ của quân Nhật trên đảo Iwo Jima khi nó cặp theo bờ phía Tây hòn đảo. Chiếc thiết giáp hạm bắn phá hòn đảo cho đến ngày 19 tháng 2, và tiếp tục ở lại khu vực bắn pháo hỗ trợ, nả pháo xuống nhiều vị trí đối phương để dập tắt sự kháng cự quyết liệt của đối thủ. Nó rời vùng biển Iwo Jima vào ngày 7 tháng 3 để quay trở về Ulithi; và sau khi trở về đến đảo san hô vào ngày 10 tháng 3, chiếc thiết giáp hạm được tiếp đạn dược, tiếp liệu và nhiên liệu nhằm chuẩn bị cho chiến dịch tiếp theo, cuộc chiếm đóng Okinawa.
Lên đường vào ngày 21 tháng 3, Arkansas bắt đầu các đợt bắn pháo chuẩn bị xuống các vị trí của quân Nhật trên Okinawa vào ngày 25 tháng 3, vài ngày trước các đợt đổ quân lên bờ vào ngày 1 tháng 4. Nhật Bản bắt đầu tung ra các cuộc không kích, và Arkansas đã phải chống đỡ nhiều đợt tấn công cảm tử kamikaze. Trong suốt 46 ngày, Arkansas đã hỗ trợ hỏa lực cho cuộc chiếm đóng Okinawa. Đến ngày 14 tháng 5, chiếc tàu chiến đi đến Apra Harbor, Guam, chờ đợi lượt phân công tiếp theo.
Sau một tháng tại cảng Apra với một phần thời gian trong ụ tàu, Arkansas lên đường vào ngày 12 tháng 6 đi đến vịnh Leyte. Nó thả neo tại đây vào ngày 16 tháng 6, và tiếp tục ở lại vùng biển Philippine cho đến khi xung đột kết thúc vào giữa tháng 8. Ngày 20 tháng 8, Arkansas rời Leyte quay trở lại Okinawa, đi đến vịnh Buckner vào ngày 23 tháng 8. Sau khi trải qua một tháng trong cảng, Arkansas đón lên tàu khoảng 800 để vận chuyển quay trở về Hoa Kỳ như một phần của Chiến dịch Magic Carpet để hồi hương binh sĩ Hoa Kỳ đang ở nước ngoài càng nhanh càng tốt. Khởi hành vào ngày 23 tháng 9, Arkansas dừng một chặng ngắn tại Trân Châu Cảng trên đường đi, và cuối cùng về đến Seattle, Washington vào ngày 15 tháng 10. Trong thời gian còn lại của năm, chiếc thiết giáp hạm còn thực hiện ba chuyến đi khác đến Trân Châu Cảng để hồi hương binh sĩ trở về Hoa Kỳ.

### Kết thúc
Trong những tháng đầu năm 1946, Arkansas buông neo tại San Francisco, California. Đến cuối tháng 4, nó lên đường đi đến quần đảo Hawaii, đi đến Trân Châu Cảng vào ngày 8 tháng 5. Chiếc thiết giáp hạm rời Trân Châu Cảng vào ngày 20 tháng 5 hướng đến đảo san hô Bikini, nơi nó dự định được sử dụng như một mục tiêu cho việc thử nghiệm bom nguyên tử trong Chiến dịch Crossroads. Vào ngày 1 tháng 7 năm 1946, nó sống sót qua đợt thử nghiệm nổ bom đầu tiên trên không (thử nghiệm ABLE); nhưng đến ngày 25 tháng 7 năm 1946, nó không chịu đựng được thử nghiệm nổ bom tiếp theo ngầm dưới mặt nước (thử nghiệm BAKER). Được cho xuất biên chế vào ngày 29 tháng 7 năm 1946, tên của Arkansas được rút khỏi danh sách Đăng bạ Hải quân vào ngày 15 tháng 8 năm 1946.

## Phần thưởng
Arkansas được tặng thưởng bốn Ngôi sao Chiến đấu do thành tích phục vụ trong Chiến tranh Thế giới thứ hai.